# Hindsa
Hindsa – wieś w Estonii, w prowincji Võru, w gminie Misso.